# ピペミド酸
ピペミド酸(Pipemidic acid)は、 合成抗菌剤のピリドピリミジン系のひとつである。類似のピリドン含有キノロンと作用機序が同様である。 1979年に導入され、 グラム陰性およびグラム陽性の細菌に対して作用する。 消化管、 胆道 、 尿路感染症に使用される。  日本での製品名は「ドルコール」（日医工製造販売）。ピペミド酸の販売承認は、EU全域で停止されている。 

## 効能・効果
- ＜適応菌種＞
  - ピペミド酸に感性の大腸菌，赤痢菌，シトロバクター属，クレブシエラ属，エンテロバクター属，プロテウス属，腸炎ビブリオ，緑膿菌
- ＜適応症＞
  - 膀胱炎，腎盂腎炎，前立腺炎（急性症，慢性症），感染性腸炎，中耳炎，副鼻腔炎